# Djebel Chelia
Djebel Chelia är en bergskedja i Algeriet.   Den ligger i provinsen Khenchela, i den norra delen av landet, 400 km öster om huvudstaden Alger.